# Grün- und Gehölzpflege

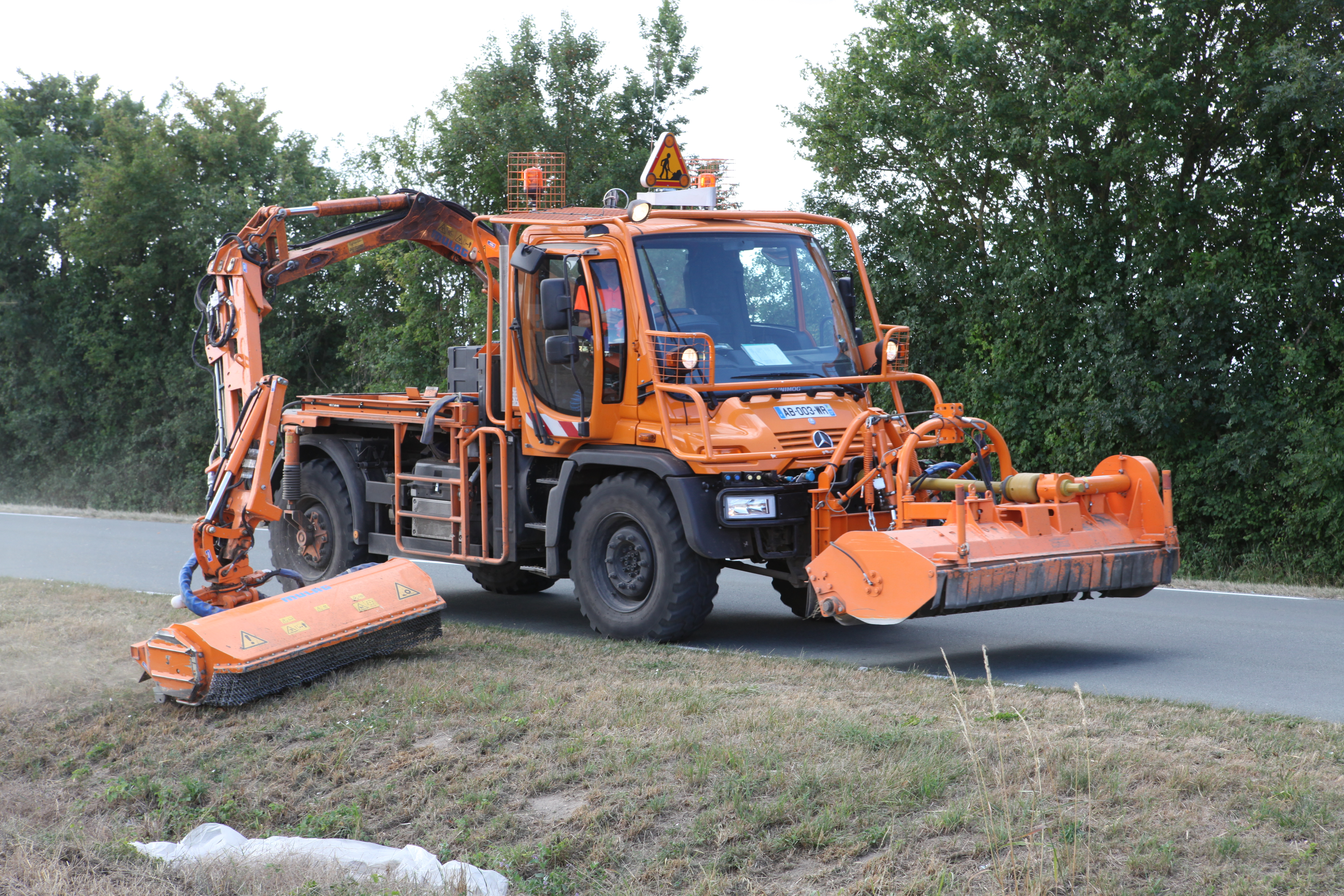
Unimog 405/UGN bei Mäharbeiten am Bankett

Die Grün- und Gehölzpflege dient in aller Regel dem Freihalten des Lichtraumprofiles und der Pflege des Straßenbegleitgrüns. Hierbei muss insbesondere die Sicht auf Schilder und Verkehrszeichen zu jeder Zeit sichergestellt sein. 

## Zweck
Mäharbeiten werden einerseits durchgeführt um eine ausreichende Sicht und ein entsprechendes Blickfeld für die Verkehrsteilnehmer zu gewährleisten, andererseits um eine ordnungsgemäße Entwässerung der Verkehrsflächen sicherzustellen. Auch das Entfernen von schadhaften und kranken Pflanzen sowie dem Beseitigen von Bäumen und Ästen nach Sturm- und Windbrüchen ist wichtig. Darüber hinaus müssen regelmäßig die Bäume und Sträucher im Straßenseitenraum gepflegt und zurückgeschnitten werden.

## Bereiche
Die Grün- und Gehölzpflege erstreckt sich auf den Intensivbereich und den Extensivbereich. Im Intensivbereich (Bankett) müssen die Mäharbeiten, je nach gegebenen Faktoren, wie Höhenlage, Topographie und klimatischen Bedingungen ein- bis dreimal pro Jahr durchgeführt werden. Im Extensivbereich erfolgt eine Grün- und Gehölzpflege nur dann, wenn es aus landschaftspflegerischen oder bautechnischen Gründen erforderlich ist.

## Merkmale

### Arbeiten

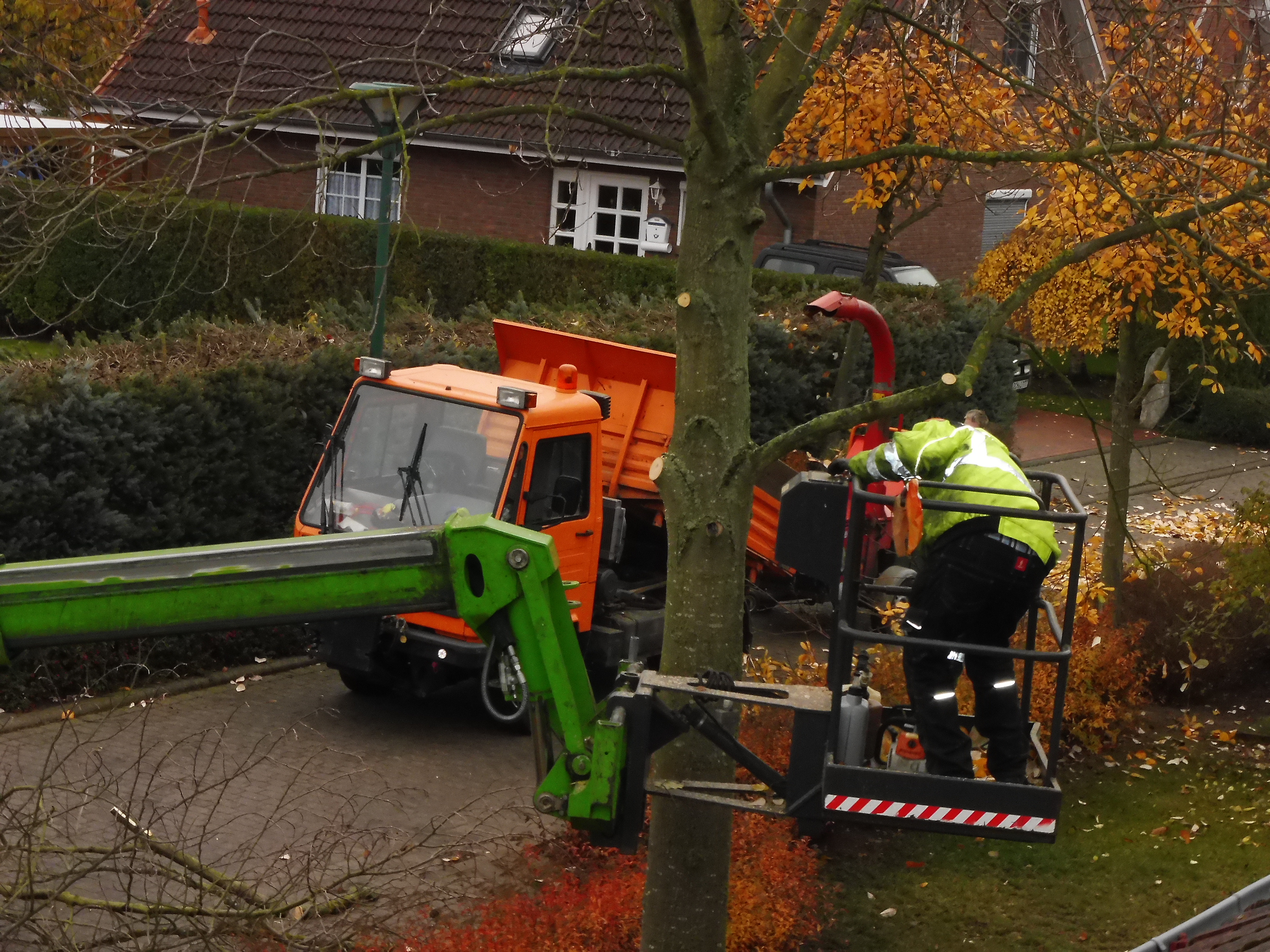
Herbstliches Ausasten

- Mäharbeiten im Straßenseitenraum und anderen Flächen
- Pflege und Unterhaltung der Bepflanzung im Straßenseitenraum
- Auslichten von Gehölzen und Baumkronen, ohne den Habitus zu verändern. Es werden drei Arten des Auslichtens unterschieden:

1. Pflanzenschnitt bei jungen Gehölzen
2. Verjüngung bei alten Gehölzen
3. Schwere Baumkronen erleichtern

- Ausasten von Bäumen, um die Baumkrone aufzulockern und trockenes Holz zu entfernen (Verkehrsgefahr durch Herabfallen)
- Aufasten von Bäumen, also das Entfernen von unteren Ästen eines Baumes (Lichtraumprofil freihalten)
- „Auf-den-Stock-setzen“ bezeichnet das Zurückschneiden der Laubgehölze auf eine bodennahe Höhe, um die Sichtweite freizuhalten.
- Tiefendüngung und Tiefenlockerung für ausgeglichenes, kräftiges Wachstum

### Geräte
- Kettensägen
- Freischneider
- Baumscheren
- Heckenscheren
- Buschholzhacker
- Hubsteiger (Zur Durchführung von Ausastarbeiten)
- Mulcher und Auslagermähgeräte (Anbau am Geräteträger)
- Handgeführte Mähgeräte
- Handgeführte Druckluftgeräte für Tiefeninjektion

## Kritik

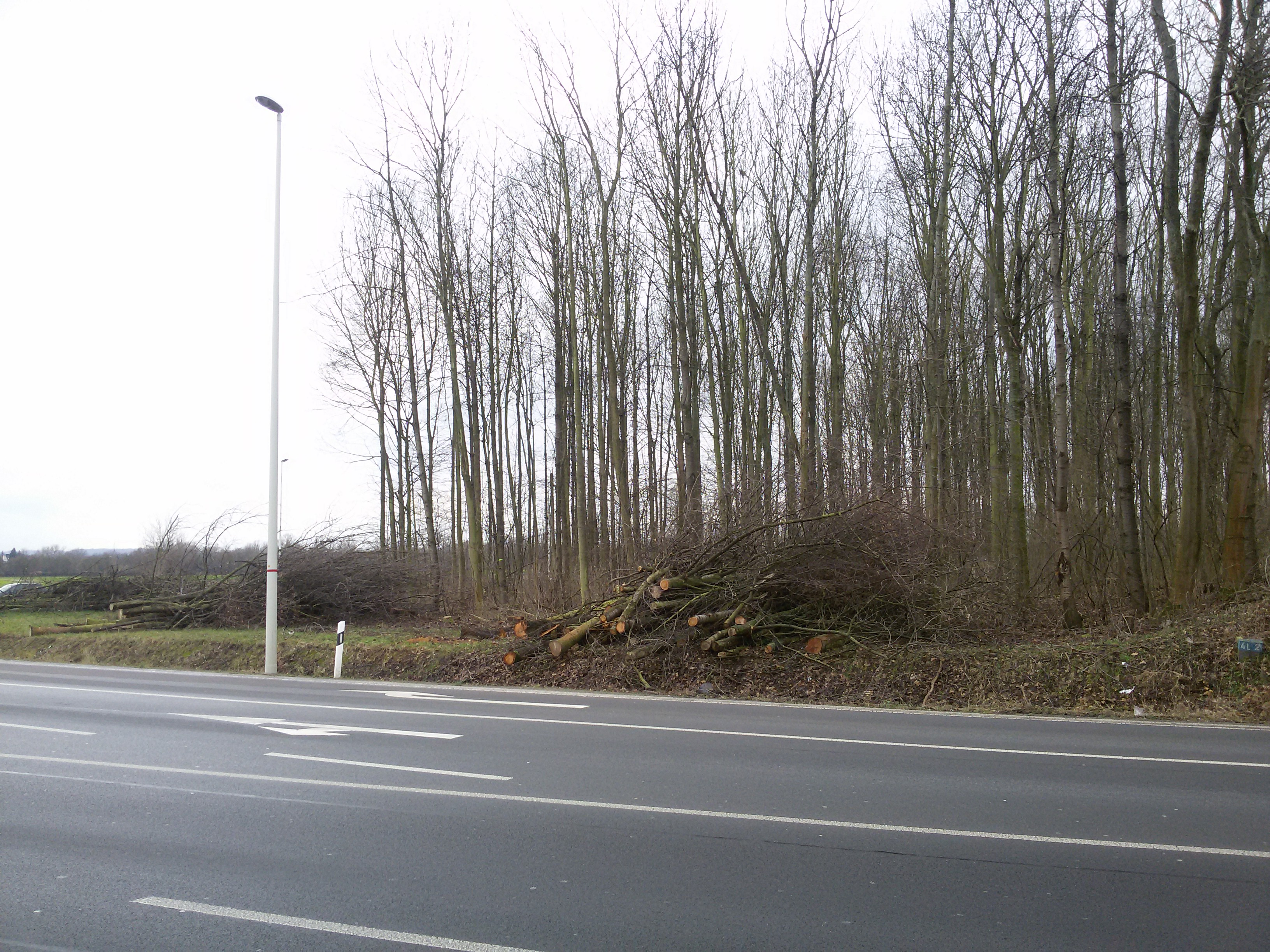
Baumschnitt an Bundesstraße

Bürger und Naturschutzverbände bemängeln zu Beginn der Winterzeit, dass Pflegemaßnahmen entlang Hauptverkehrsstraßen und Autobahnen häufig Kahlschlagcharakter annehmen. Die Vorgehensweise der Straßenbaulastträger ist teilweise dadurch begründet, dass für die schonende und selektive Behandlung von Gehölzbeständen kein Personal und Geld vorhanden ist, um die Verkehrssicherungspflicht zu gewährleisten. Vielerorts sind inzwischen Baumschutzsatzungen erlassen, die dafür Sorge tragen, dass für abgeholzte Grünflächen und gefällte Bäume Ersatzpflanzungen durchgeführt werden.